# فرانسوا جيرارد
فرانسوا جيرارد (بالإنجليزية: François Girard) (و. 1963  م) هو مخرج أفلام، وكاتب سيناريو كندي، ولد في سان فيليسيان، كيبك.
.

## وصلات خارجية
- فرانسوا جيرارد على موقع IMDb (الإنجليزية)
- فرانسوا جيرارد على موقع ألو سيني (الفرنسية)
- فرانسوا جيرارد على موقع أول موفي (الإنجليزية)
- فرانسوا جيرارد على موقع قاعدة بيانات الأفلام السويدية (السويدية)
- فرانسوا جيرارد على موقع إن إن دي بي (الإنجليزية)
- فرانسوا جيرارد على موقع ديسكوغز (الإنجليزية)
- فرانسوا جيرارد على موقع قاعدة بيانات الفيلم (الإنجليزية)
- فرانسوا جيرارد على موقع كينوبويسك (الروسية)